# Гней Доміцій Корбулон
Гней Доміцій Корбулон (лат. Gnaeus Domitius Corbulo; 7 — 67, Коринф) — визначний військовий та політичний діяч ранньої Римської імперії, консул-суффект 39 року.

## Життєпис

### Початок кар'єри
Походив з роду нобілів Доміціїв. Син Гнея Доміція Корбулона, сенатора, та Вістілії. За часів правління імператора Тиберія пройшов середні магістратури як едил, квестор та претор. За правління імператора Калігули збільшив свій вплив завдяки шлюбу імператора із своєю сестрою по матері — Цезонією Мілонією. У 39 році Корбулон став консулом-суффектом.

### Кампанія в Германії
У 47 році був призначений імператором Клавдієм намісником провінцій Нижньої та Верхньої Германій. Йому було підпорядковано легіони: I Германський та V Алаудів, які розміщувалися у м. Ксантум (сучасний Ксантен),  XV Первісний — містечку Бон і XVI Галльський — фортеці Новесіум (сучасне містечко Нойс). Особисто Корбулон розмістився в Колонії Агріппіни (сучасний Кельн). Незабаром почалася війна з племенами херусків та хавків на чолі із Ганнаском. Втім Доміцій швидко розбив ворогів. Після цього вирішив вдертися до племені фризів, які зрештою визнали владу римлян.
Для ліпшої діяльності рейнського військового флоту наказав прорити канал поміж ріками Рейн та Маас, так званий канал Корбулона (сьогодні він з'єднує міста Лейден (стародавний Матіл) та Форбург (стародавній Форум Клавдія). Також для зміцнення влади Риму на германських землях було започатковано будівництво фортець Нігрум Пуллум (сучасний Цвамердам) та Траект (сучасний Утрехт). Надалі германські племена не намагалися атакувати землі імперії. Після цього Корбулон повернувся до Риму, де отримав тріумф.

### Війна з Парфією

військова кампанія у 58—60 роках

У 52 році імператором Нероном Гнея Доміція було призначено намісником провінції Азія, в його розпорядженні знаходилися легіони: III Галльський та VI Залізний. У 54 році почався конфлікт з Парфією за вплив на Вірменію. Новий парфянський цар Вологез I вирішив порушити римську гегемонію у цій країні. Проти нього виступив Корбулон, на допомогу якому прийшов Гай Дурмій Умідій Квадрат з двома легіонами. Втім парфяни зуміли захопити Вірменію, зробивши новим царем брата Вологеза I — Тирідата. Навесні 58 року Корбулон, спираючись на місцеве населення вдерся до Вірменії, розбив парфянську армію, захопив важливе місто Тигранокерту, захопив північну Месопотамію. Зрештою Гней Доміцій посадив на вірменський трон римського ставленика Тиграна.

військова кампанія 61—63 років

У 60 році Корбулон отримав посаду прокуратора Кападокії. Втім не маючи резервів Корбулон вимушений був у 62 році укласти з Парфією мир. У 61 році Тигран, цар Вірменії, атакував Адіабену, залежне від Парфії царство, чим спровокував нову війну. Корбулон розпочав бойові дії в Месопотамії. Водночас очільник вірменської групи римських військ Луцій Цезенній Пет потрапив у засідку під Арсамосатою. Доміцій рушив на допомогу, втім не встиг. Навесні 63 року Корбулон знову вдерся до Вірменії, однак незабаром було укладено мир з Парфією у містечку Рандея. За умовами мирного договору Тирідат, брат Вологеза I, ставав царем Вірменії, але визнавав залежність від Риму.

### Смерть
Загалом успішні дії римлян на чолі із Корбулоном створили для останнього великий авторитет серед військ та знаті. Побоюючись зростаючого впливу Гнея Доміція Нерон наказав стратити Корбулона. Втім той у м. Коринф наклав на себе руки у 67 році.

## Родина
Дружина — Кассія Лонгіна
Діти:
- Доміція Лонгіна- дружина римського імператора Доміціана
- Доміція Корбула.